# ミセス・コロンボ
『ミセス・コロンボ』（英名：Mrs.Columbo）は1979年2月から年末まで米国のNBCで放映されたミステリードラマ。視聴率不振のため第2シーズンは『ミス・ケイトの冒険』（英名：Kate Loves a Mystery）のタイトルで放映された。日本では1980年1月2日にNHKでパイロット版「殺し屋の声が聞こえる」を放映、以後不定期に2シーズンが放送された。

## 概要
1978年5月に『刑事コロンボ』が終了となり、コロンボに代わる目玉作品を探していた当時のNBC社長フレッド・シルバーマンは、『コロンボ』の本編では一度も姿を見せなかった「ウチのカミさん」を主人公にしたドラマを思いつき、コロンボの制作スタッフだったリチャード・レビンソンとウィリアム・リンク、ピーター・S・フィッシャーの反対を押し切り、『ミセス・コロンボ』の制作に踏み切った。
当初、番組のプロジェクトにはレビンソン＆リンク、フィッシャーが関わっており、3人は主人公の「ミセス・コロンボ」役にモーリン・ステイプルトンを推薦したが、若い女優を希望していたシルバーマンは聞き入れず、最終的に当時23歳だったケイト・マルグルーを起用したため、3人はプロジェクトから撤退した。それでもシルバーマンは『コロンボ』最終シーズンのプロデューサーだったリチャード・アラン・シモンズを製作総指揮に据え制作を強行。こうして完成した作品は、オープニングや本編でコロンボの愛車プジョーや愛犬ドッグが姿を見せ、また初期のゲストにロバート・カルプやボブ・ディシー、ドナルド・プレザンスが登場するなど、コロンボファンを意識した内容となっていた。
しかしコロンボファンの支持は得られず、さらに制作会社のユニバーサルから「ミセス・コロンボとコロンボ夫人は同一人物ではない」と否定され、同番組は路線変更を余儀なくされる。第2シーズンに入ると、主人公のケイトは刑事の夫コロンボと離婚し姓が「キャラハン」と変わり、娘のジェニー（演じるのは現在ヴァイオリニストとして活躍するリリ・ヘイデン）と2人暮らしになるが、唯一の「売り」であったコロンボの名前を失い、単なるミステリードラマとなった同番組は年を越すことなく第2シーズン途中で打ち切られた。

## キャスト
- ケイト・コロンボ（キャラハン）：ケイト・マルグルー（声：寺田路恵）
- ジェニー・コロンボ（キャラハン）：リリ・ヘイデン（声：三好由里子）
- ジョッシュ・アルデン編集長：ヘンリー・ジョーンズ（声：千葉耕市）
- マイク・バリック巡査部長：ドン・ストラウド（声：細井重之）…第2シーズンのみ

## 放映リスト

### Season 1: 1979
| 放送回 | 初回放送日    | 初回放送日    | タイトル                                  | ゲスト（声優） | 監督                        | 脚本                                                     |
| 放送回 | アメリカ      | 日本          | タイトル                                  | ゲスト（声優） | 監督                        | 脚本                                                     |
| ------ | ------------- | ------------- | ----------------------------------------- | --- | --------------------------- | -------------------------------------------------------- |
| 1      | 1979年2月26日 | 1980年1月2日  | 殺し屋の声が聞こえる Word Games           | ロバート・カルプ（梅野泰靖） フレデリック・フォレスト（日高晤郎） エディ・アダムス（高橋和枝） ボブ・ディシー（野本礼三） ルネ・オーベルジョノワ プリシラ・ポインター | ボリス・セイガル            | リチャード・アラン・シモンズ                             |
| 2      | 1979年3月1日  | 1980年4月1日  | 殺しの日は雨 Murder Is a Parlor Game      | ドナルド・プレザンス（中村俊一） エリザベス・コール（堀越節子） ドルフ・スウィート（塩見竜介） イアン・アバークロンビー                                               | ドン・メドフォード          | シェルドン・ウィレンズ アル・レイノルズ ハワード・バーク |
| 3      | 1979年3月15日 | 1980年4月29日 | こわい目の人形 A Riddle for Puppets       | ジェイ・ジョンソン（野島昭生） マイケル・デュレル（細井重之） | エドワード・M・エイブラムス | グレゴリー・S・ディナロ                                  |
| 4      | 1979年3月22日 | 1980年3月31日 | ごちそうはキャビア Caviar with Everything | クローデット・ネヴィンズ（新橋耐子） トリシャ・ノーブル（倉野章子） サム・グルーム（長谷川哲夫）                                                                      | ドン・メドフォード          | アル・レイノルズ ハワード・バーク                        |
| 5      | 1979年3月29日 | 1980年4月30日 | 占いは死の予告 A Puzzle for Prophets      | フランシーヌ・タッカー（野際陽子） シンディ・グローバー（宗形智子）                                                                                                   | サム・ワナメイカー          | アル・レイノルズ                                         |

### Season 2: 1979–80
| 放送回 | 初回放送日     | 初回放送日     | タイトル                                       | ゲスト（声優） | 監督                          | 脚本                                      |
| 放送回 | アメリカ       | 日本           | タイトル                                       | ゲスト（声優） | 監督                          | 脚本                                      |
| ------ | -------------- | -------------- | ---------------------------------------------- | --- | ----------------------------- | ----------------------------------------- |
| 1      | 1979年10月18日 | 1981年7月30日  | 昼下がりのレディたち Ladies of the Afternoon   | ディー・ウォレス（二宮さよ子） ジョン・アプリア                                                                     | ドン・メドフォード            | ローレンス・ハーツォグ                    |
| 2      | 1979年10月25日 | 1983年2月13日  | 爆発の赤信号 It Goes with the Territory        | ロビン・クラーク（富山敬） ビビ・ベッシュ（谷育子） ピーター・ドゥナット（小林清志） ユキ・シモダ                   | レオ・ペン                    | マーウィン・ジェラード                    |
| 3      | 1979年11月1日  | 1981年7月27日  | 情報はオフレコで Off the Record                | リン・カーリン（赤座美代子） マイケル・デュレル                                                                     | レイザー・バディイー          | サイモン・マントナー                      |
| 4      | 1979年11月8日  | 1981年7月28日  | 星空のレクイエム The Valley Strangler          | アンドリュー・ロビンソン（佐々木功） ヴァン・ウィリアムズ                                                           | シグマンド・ニューフェルドJr. | ローレンス・ハーツォグ                    |
| 5      | 1979年11月22日 | 1982年7月29日  | 凍った50万ドル A Chilling Surprise             | アーマンド・アサンテ（秋元羊介） ジェス・ウォルトン（田島令子）                                                     | フィリップ・リーコック        | E・アーサー・キーン                       |
| 6      | 1979年11月29日 | 1983年2月27日  | 過去を知る女 Falling Star                      | シャロン・ファレル（山口奈々） ロリー・ゴールドマン（加藤正之） ピーター・ホップス（真木恭介） デヴィッド・ラッシュ | サム・ワナメイカー            | ロバート・マッキー ボブ・ミシオロウスキー |
| 7      | 1979年12月6日  | 1982年11月27日 | 心理学にご用心 Feelings Can Be Murder          | ルネ・オーベルジョノワ（阪脩） ルディ・ソラーリ                                                                     | セイモア・ロビー              | メアリー・アン・カシカ マイケル・シェフ   |
| 8      | 1980年3月19日  | 1983年3月6日   | ビデオテープでもう一度 Love, on Instant Replay | ジョン・レーン（田口計） ジットー・カザン（津嘉山正種） ジェニー・オハラ                                            | アラン・スミシー              | ジョー・ゴアズ                            |

## 未映像化作品
- 殺人ネットワーク　The Lady's Set For Death [3]

## スタッフ
- 製作総指揮：リチャード・アラン・シモンズ（第1シーズン）、ビル・ドリスキル（第2シーズン）
- 監修：ジェームズ・マクアダムズ
- 音楽：ジョン・カカヴァス
- 制作会社：ガンビット・プロダクション（第1シーズン）、ビル・ドリスキル・プロダクション（第2シーズン）、ユニバーサルTV